# Soutelo (Vieira do Minho)
Pour les articles homonymes, voir Soutelo.
Soutelo est une ancienne paroisse civile portugaise (en portugais : freguesia) de la municipalité de Vieira do Minho dans le district de Braga. En 2013, elle fusionne avec Anissó pour former Anissó e Soutelo.

## Histoire
Les premières mentions de Soutelo remontent au XIe siècle.
En 1292, Denis Ier accorde une charte à la ville de Lanhoso, qui inclut Soutelo. La paroisse rejoint plus tard la municipalité de Vieira do Minho.
La loi no 11-A/2013 du 28 janvier 2013, portant réorganisation administrative du territoire des freguesias, fusionne Soutelo avec la paroisse voisine d'Anissó pour former l’União das freguesias de Anissó e Soutelo (dont le siège est à Anissó).

## Patrimoine
Soutelo accueille la chapelle Nossa Senhora da Lapa, construite sous un rocher.